# The Ring Two
The Ring Two er en amerikansk gyserfilm fra 2005, instrueret af Hideo Nakata. Den er efterfølgeren til The Ring, som er en amerikanske udgave af den japanske film Ringu.